# Rial
A Rial egy korábbi német székhelyű Formula–1-es konstruktőr. 1988-tól két éven keresztül vett részt a világbajnokságon.

## Eredményei

### Teljes Formula–1-es eredménylistája
(Táblázat értelmezése)

(Félkövér: pole-pozícióból indult; dőlt: leggyorsabb kört futott) 

| Év   | Kasztni     | Motor       | Gumi | Versenyző(k)          | 1    | 2    | 3    | 4    | 5    | 6    | 7    | 8    | 9   | 10  | 11  | 12  | 13  | 14  | 15  | 16  | Pont | Poz. |
| ---- | ----------- | ----------- | ---- | --------------------- | ---- | ---- | ---- | ---- | ---- | ---- | ---- | ---- | --- | --- | --- | --- | --- | --- | --- | --- | ---- | ---- |
| 1988 | Rial ARC-01 | Ford DFZ V8 | G    |                       | BRA  | SMR  | MON  | MEX  | CAN  | DET  | FRA  | GBR  | GER | HUN | BEL | ITA | POR | ESP | JPN | AUS | 3    | 9.   |
| 1988 | Rial ARC-01 | Ford DFZ V8 | G    | Andrea de Cesaris     | Ki   | Ki   | Ki   | Ki   | 9    | 4    | 10   | Ki   | 13  | Ki  | Ki  | Ki  | Ki  | Ki  | Ki  | 8   | 3    | 9.   |
| 1989 | Rial ARC-02 | Ford DFR V8 | G    |                       | BRA  | SMR  | MON  | MEX  | USA  | CAN  | FRA  | GBR  | GER | HUN | BEL | ITA | POR | ESP | JPN | AUS | 3    | 13.  |
| 1989 | Rial ARC-02 | Ford DFR V8 | G    | Christian Danner      | 14   | Nk   | Nk   | 12   | 4    | 8    | Nk   | Nk   | Nk  | Nk  | Nk  | Nk  | Nk  |     |     |     | 3    | 13.  |
| 1989 | Rial ARC-02 | Ford DFR V8 | G    | Volker Weidler        | DNPQ | DNPQ | DNPQ | DNPQ | DNPQ | DNPQ | DNPQ | DNPQ | EX  | Nk  |     |     |     |     |     |     | 3    | 13.  |
| 1989 | Rial ARC-02 | Ford DFR V8 | G    | Pierre-Henri Raphanel |      |      |      |      |      |      |      |      |     |     | Nk  | Nk  | Nk  | Nk  | Nk  | Nk  | 3    | 13.  |
| 1989 | Rial ARC-02 | Ford DFR V8 | G    | Gregor Foitek         |      |      |      |      |      |      |      |      |     |     |     |     |     | Nk  |     |     | 3    | 13.  |
| 1989 | Rial ARC-02 | Ford DFR V8 | G    | Bertrand Gachot       |      |      |      |      |      |      |      |      |     |     |     |     |     |     | Nk  | Nk  | 3    | 13.  |